# Daniel Cates
Daniel „Dan“ Cates (* 14. November 1989 in Bowie, Maryland) ist ein professioneller US-amerikanischer Pokerspieler.
Cates hat bei Livepoker-Turnieren mehr als 14 Millionen US-Dollar erspielt. Er gewann 2014 das Alpha8 der World Poker Tour, 2016 und 2019 je ein Turnier der Triton Poker Series sowie 2021 und 2022 jeweils die Poker Player’s Championship, was den Amerikaner zu einem zweifachen Braceletgewinner der World Series of Poker macht. 

## Persönliches
Cates war ein guter Schüler und erreichte nach der Highschool 99 Prozent beim SAT. Er machte einen Informatik-Abschluss an der Bowie State University. Um Geld fürs Pokerspielen zu verdienen, arbeitete Cates nebenbei für McDonald’s. Er lebt in London.

## Pokerkarriere

### Online
Cates kam mit 17 Jahren zum Onlinepoker. Er spielt unter den Nicknames jungleman12 (Full Tilt Poker) und w00ki3z. (PokerStars). Cates konzentrierte sich auf Cash Games und begann auf dem Blindlevel 0,25 $/0,50 $. Nachdem er im Jahr 2009 in einer Session beinah seine gesamte Bankroll an den Schweden Viktor Blom verloren und das Geld im folgenden Jahr wieder erspielt hatte, nahm Cates im August 2010 Durrrr’s Million Dollar Challenge an. Bei der von Tom „durrrr“ Dwan angebotenen Wette musste man 50.000 Cash-Game-Hände auf den Leveln 200 $/400 $ Heads-Up gegen ihn spielen und erhielt, im Falle eines Profits nach Ablauf der Hände, eine zusätzliche Summe von 1,5 Millionen US-Dollar. Die Wette wurde nach etwa der Hälfte der Hände unterbrochen, zu diesem Zeitpunkt lag Cates rund 1,2 Millionen US-Dollar vorne. Im Laufe der Zeit zahlte Dwan für sein Nichtspielen immer wieder Strafgebühren von insgesamt knapp 800.000 US-Dollar an Cates. Insgesamt ist er auf der Plattform Full Tilt Poker mit einem Profit von mehr als 10 Millionen US-Dollar nach Patrik Antonius und Phil Ivey der dritterfolgreichste Spieler. Im Mai 2016 gewann Cates auf PokerStars ein Turnier der Spring Championship of Online Poker in der Variante No Limit Single Draw mit einer Siegprämie von knapp 50.000 US-Dollar.

### Live

#### Werdegang
Cates spielt live fast ausschließlich High-Roller-Events, d. h. Turniere mit Buy-ins von umgerechnet mindestens 10.000 US-Dollar.
Seine erste Geldplatzierung bei einem Live-Turnier erzielte Cates im Januar 2010 beim PokerStars Caribbean Adventure auf den Bahamas. Anfang April 2012 belegte er beim PartyPoker.com Premier League Poker in Wien hinter Scott Seiver den zweiten Platz für ein Preisgeld von 300.000 US-Dollar. Mitte Februar 2014 gewann Cates das Alpha8-Event der World Poker Tour in Johannesburg mit einer Siegprämie von 500.000 US-Dollar. Ende April 2014 wurde er beim Super High Roller der European Poker Tour in Monte-Carlo hinter Daniel Colman Zweiter für knapp 1,3 Millionen Euro. Im Juli 2015 war Cates erstmals bei der World Series of Poker (WSOP) im Rio All-Suite Hotel and Casino am Las Vegas Strip erfolgreich und belegte den 775. Platz im Main Event. Von April bis Dezember 2016 spielte er als Teil der Berlin Bears in der Global Poker League und erreichte mit seinem Team das Finale. Anfang November 2016 gewann er den Suncity Cup der Triton Poker Series in Parañaque City auf den Philippinen mit einer Siegprämie von umgerechnet rund 360.000 US-Dollar. An gleicher Stelle wurde er im Februar 2017 beim Main Event der Triton Series Dritter und erhielt aufgrund eines Deals mit Koray Aldemir und Sergio Aido ein Preisgeld von umgerechnet einer Million US-Dollar. Im März 2018 belegte Cates beim Super High Roller Bowl China in Macau den zehnten Platz für umgerechnet knapp 750.000 US-Dollar. Mitte Mai 2018 erreichte er bei drei Events der Triton Series im montenegrinischen Budva die Geldränge für Preisgelder von umgerechnet mehr als einer Million US-Dollar. Auch bei der im August 2019 in London ausgespielten Triton Series erzielte Cates zwei Geldplatzierungen und sicherte sich umgerechnet über 2 Millionen US-Dollar. Bei der WSOP 2021 entschied er die in 9-Game gespielte Poker Player’s Championship für sich und erhielt eine Siegprämie von knapp einer Million US-Dollar sowie ein Bracelet. Ende Mai 2022 durchbrach der Amerikaner mit einer Geldplatzierung bei der Triton Series in Madrid die Marke von 10 Millionen US-Dollar an kumulierten Turnierpreisgeldern. Bei der WSOP 2022, die erstmals im Bally’s Las Vegas und Paris Las Vegas ausgespielt wurde, setzte er sich erneut bei der Poker Player’s Championship durch und sicherte sich sein zweites Bracelet sowie eine Auszahlung von knapp 1,5 Millionen US-Dollar. Für seine Performance am Finaltisch wurde Cates Anfang März 2023 mit einem Global Poker Award ausgezeichnet. Anfang August 2023 saß er beim Main Event der Triton Series in London am Finaltisch und erhielt als Dritter sein bislang höchstes Preisgeld von knapp 2 Millionen US-Dollar.

#### Preisgeldübersicht
| Jahr   | Preisgeld (in $) | Turniersiege |
| ------ | ---------------- | ------------ |
| 2010   | 9.085            | 0            |
| 2011   | 0                | 0            |
| 2012   | 300.000          | 0            |
| 2013   | 311.612          | 1            |
| 2014   | 2.571.145        | 1            |
| 2015   | 288.234          | 2            |
| 2016   | 359.229          | 1            |
| 2017   | 1.000.365        | 0            |
| 2018   | 1.249.365        | 0            |
| 2019   | 2.943.838        | 1            |
| 2020   | 0                | 0            |
| 2021   | 954.020          | 1            |
| 2022   | 2.307.075        | 2            |
| 2023   | 1.963.250        | 0            |
| gesamt | 14.257.218       | 9            |

#### Braceletübersicht
Cates kam bei der WSOP fünfmal ins Geld und gewann zwei Bracelets:
| Jahr | Buy-in (in $) | Turnier                             | Teilnehmer | Preisgeld (in $) |
| ---- | ------------- | ----------------------------------- | ---------- | ---------------- |
| 2021 | 50.000        | Poker Players Championship 6-Handed | 063        | 0.954.020        |
| 2022 | 50.000        | Poker Players Championship 6-Handed | 112        | 1.449.103        |